# Francisc Serafim Caudella
Francisc Serafim Caudella (apare ortografiat și ca Franz Seraphim sau Serafin) (n. 28 decembrie 1812 – d. 26 decembrie 1868) a fost un compozitor, violoncelist, pianist, organist și profesor român de origine germană.
A fost un muzician autodidact, care a venit din Viena și s-a stabilit la Iași, Principatul Moldovei, în 1830, unde a lucrat pentru început ca violoncelist pe lângă trupele de teatru franceză și germană. După ce s-a făcut cunoscut predând muzica unor copii de boieri, a fost numit, la 1 octombrie 1860, ca primul director al nou înființatei școli de muzică, care din 1864 a devenit Conservatorul de muzică și declamațiune.
Sub domnitorul Alexandru Ioan Cuza a existat o tentativă a lui Francisc Caudella de a compune un Imn național român pe versuri de M. Cornea. Imnul nu s-a impus, fiindcă textul era „lipsit de inspirație”, iar melodia „rece, fără colorit, fără putere de pătrundere, de asimilare cu simțirea românească”.
A fost tatăl compozitorului Eduard Caudella.